# Кирхгоф, Константин Сигизмундович
Константи́н Сигизму́ндович Ки́рхгоф или Готтлиб Константин Сигизмунд Ки́рхгоф (нем. Gottlieb Sigismund Konstantin Kirchhoff) — русский химик немецкого происхождения.

## Биография
Родился 19 февраля 1764 г. в г. Тетерове (Мекленбург-Шверин, Германия). В 1792—1802 гг. аптекарский помощник (гезель), с 1805 г. – аптекарь, а затем директор Главной аптеки в Петербурге. Первоначальное химическое и аптекарское образование получил под руководством отца-аптекаря, которому он помогал в работе. Корреспондент (1807 г.), адъюнкт (1809 г.), экстраординарный академик Петербургской АН (с 1812).

## Научный вклад
Основные работы относятся к области технической химии. Один из основоположников учения о катализе. Предложил мокрый способ получения киновари (1787 г.), способ очистки жидких масел концентрированной серной кислотой (1807 г.). Открыл (1811 г.) каталитическую реакцию получения глюкозы при нагревании крахмала с разбавленной серной кислотой; это открытие положило начало изучению каталитических процессов. Детально изучил влияние концентрации кислот и температуры на скорость гидролиза крахмала, установил оптимальный режим этой реакции, заложив основы одного из первых промышленных каталитических процессов — получения патоки и глюкозы из крахмала (1814—1820 гг.).
Исследовал (1814 г.) осахаривание крахмала под влиянием солода. Открыл фермент, содержащийся в вытяжке из проросших семян ячменя и осуществляющий осахаривание крахмала. Занимался также анализом минералов, получением взрывчатых веществ.